# Génération Snowflake
Pour les articles homonymes, voir Snowflake.
La génération Snowflake (« flocon de neige » en anglais) désigne au Royaume-Uni et aux États-Unis les générations dites Y et Z, en insistant sur leurs prétendues fragilité émotionnelle et incapacité à supporter l'expression d'opinions contraires aux leurs. 
D'après la journaliste Hélaine Lefrançois, il s'agit d'un terme péjoratif voire insultant. Son usage s'est développé à partir de 2016, notamment sous la plume de polémistes très à droite voire d'extrême-droite (alt-right et far-right),.

## Origine

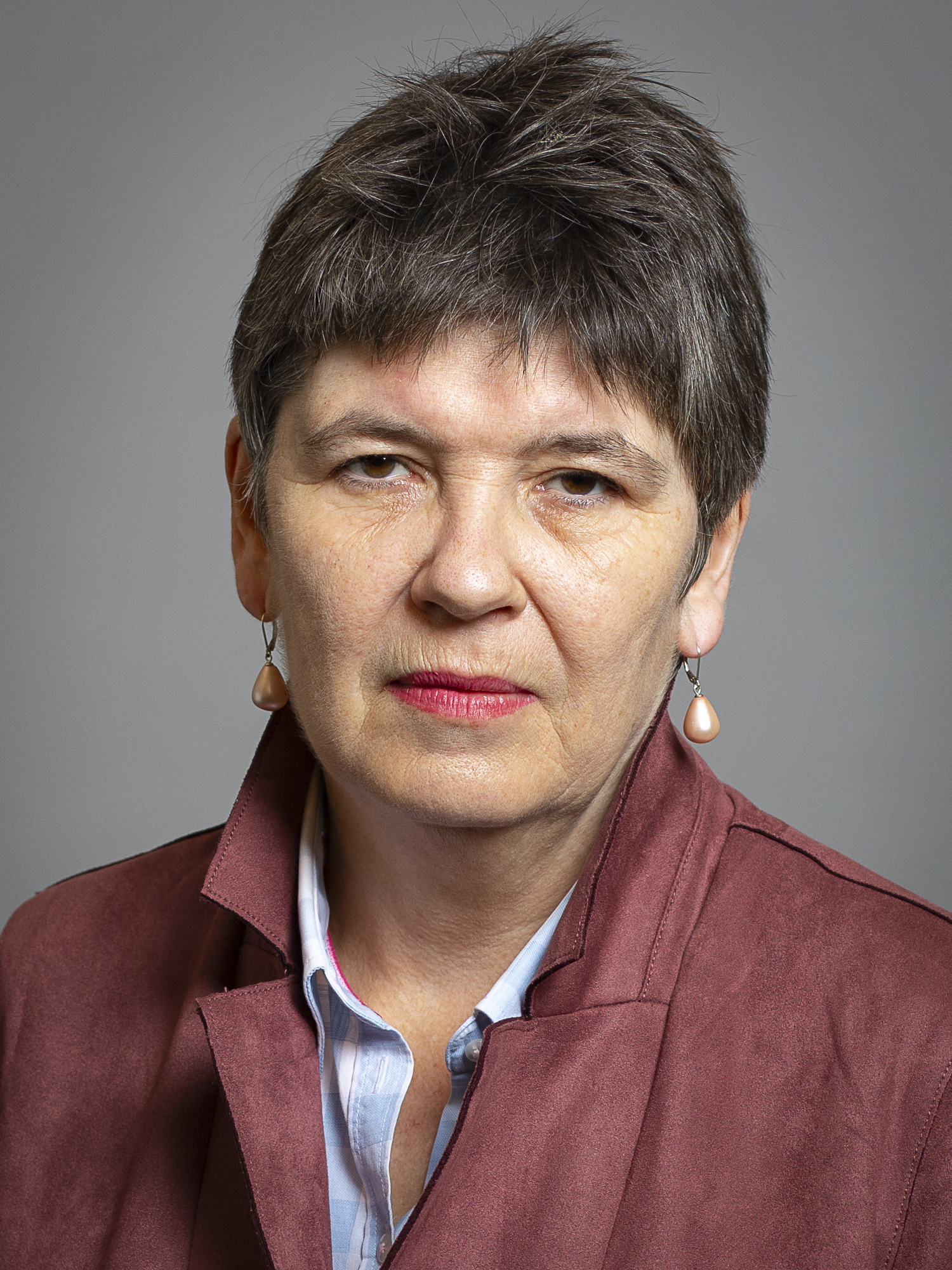
Claire Fox a popularisé le terme « génération Snowflake » dans son livre ‘I Find That Offensive!’ en 2016.

Le concept vient de l'ouvrage de 2016 ‘I Find That Offensive!’ de Claire Fox, une ancienne militante communiste britannique. L'expression proviendrait d'une réplique du roman Fight Club publié en 1996, reprise dans l'adaptation cinématographique Fight Club en 1999, où l'un des personnages dit : « Vous n'êtes pas exceptionnels. Vous n'êtes pas un flocon de neige, merveilleux et unique. Vous êtes faits de la même substance organique pourrissante que tout le reste,,. »
La même année, le mot est salué par le Collins English Dictionary (en) comme un des dix mots ayant marqué 2016.

## Fondements
Ce comportement allégué serait imputable à l'hyperprotection dont auraient bénéficié les jeunes adultes concernés pendant leur enfance, maintenus par leurs parents et le corps enseignant à l'abri de toute critique. En ayant supposément renforcé leur estime de soi, c'est aussi leur narcissisme qu'on aurait développé, ainsi que la conviction que les autres auraient des devoirs envers eux. 
Les membres de ces générations seraient incapables d'affronter une contradiction dans leur vision du monde qu'ils tiendraient pour la seule valide. Cela aurait pour conséquence qu'ils exigeraient de ne pas avoir à subir de confrontation à d'autres idées. Ils auraient ainsi développé la cancel culture. Dans les universités américaines puis britanniques, ils réclameraient par exemple la mise en place d'espaces sécurisés réservés à des groupes spécifiques (les safe spaces) et des messages d'avertissements pour les protéger de contenus potentiellement choquants dans leurs lectures (trigger warnings).

## Politisation
À la suite du résultat du référendum de 2016 en faveur du Brexit au Royaume-Uni et de l'élection en 2016 de Donald Trump comme 45e président des États-Unis, l'expression « génération snowflake » a souvent été raccourcie pour devenir simplement « snowflake » et est devenue une insulte politisée. Un article de novembre 2016 du Guardian commente : « Jusqu'à très récemment, qualifier quelqu'un de « snowflake » aurait impliqué le mot « génération » ».
Dans un article du Los Angeles Times, Jessica Roy affirme que l'alt-right aux États-Unis décrit de manière péjorative la plupart des libéraux et ceux qui protestent contre Donald Trump comme des « flocons de neige ». Un article de 2017 de ThinkProgress (en) a commenté : « L'insulte s'est étendue pour englober non seulement les jeunes, mais aussi les libéraux de tous âges ; elle est devenue l'épithète de choix que les gens de droite lancent à tous ceux qui peuvent être accusés d'être trop facilement offensés, d'avoir trop besoin d'« espaces sûrs », d'être trop fragiles ». Jonathon Green (en), rédacteur en chef du Green's Dictionary of Slang (en), souligne que snowflake est une insulte inhabituelle en ce sens qu'elle qualifie quelqu'un de faible et de fragile sans utiliser de références misogynes ou homophobes.
L'acteur George Takei a étendu la métaphore pour souligner le pouvoir des flocons de neige, en disant : « Le problème avec les « snowflakes », c'est qu'ils sont beaux et uniques : ils sont beaux et uniques, mais en grand nombre, ils deviennent une avalanche imparable qui vous ensevelit ». D'autres ont retourné l'insulte contre les partisans de la droite, affirmant que les « pleurnicheurs hypersensibles se trouvent sur tout le spectre politique », y compris le président Trump. Le comédien Neal Brennan a qualifié Donald Trump de « plus grand snowflake d'Amérique », tandis qu'un article d'opinion publié en janvier 2017 par The Guardian qualifie le président Trump de « snowflake en chef » et que le commentateur Van Jones de CNN a qualifié Trump de « président snowflake » en raison de sa réponse à l'enquête du FBI sur le Russiagate en mai 2017.
Shelly Haslam-Ormerod, maîtresse de conférences en santé mentale et bien-être à l'université Edge Hill, a vivement critiqué l'utilisation de ce terme, arguant dans The Conversation qu'il stigmatise les problèmes de santé mentale auxquels sont confrontés les jeunes d'aujourd'hui dans un monde incertain et notant que même des enfants de moins de 10 ans ont été injustement qualifiés de « snowflakes » dans des articles de tabloïds.
En 2017, une agence de communication américaine a créé un « snowflake test » destiné à être utilisé dans son processus d'embauche pour « écarter les candidats trop sensibles, libéraux et trop facilement offensés ». De nombreuses questions ont été conçues pour évaluer la position d'un candidat sur l'Amérique, la police et les armes à feu. Le psychologue et universitaire de l'Alliance Manchester Business School (en) de l'université de Manchester Cary Cooper suggère qu'il s'agit d'une mauvaise stratégie pour attirer de jeunes travailleurs talentueux.
Le terme « broflake » (de « bro » et « snowflake ») est un terme péjoratif apparenté que les dictionnaires Oxford définissent comme « un homme qui est facilement contrarié ou offensé par des attitudes progressistes qui entrent en conflit avec ses opinions plus conventionnelles ou conservatrices »,. Ce terme a également été appliqué aux femmes, dans le sens plus général de quelqu'un qui prétend ne pas être facilement offensé, mais qui l'est souvent.
Dans son Manifeste rabat-joie féministe (The Feminist Killjoy Handbook), la philosophe britannique Sara Ahmed commente l'appellation en remarquant qu'elle reviendrait à taxer d'« hypersensibilité » des personnes qui continuent d'être sensibles à des problèmes que d'autres estiment être réglés (comme le racisme, le sexisme, la transphobie). Elle appelle au contraire à affûter la sensibilité politique aux côtés des « flocons de neige » hypersensibles et des rabat-joies[pas clair][source insuffisante].